# Kuolema tekee taiteilijan
Kuolema tekee taiteilijan е името на третия сингъл от албума Once на финландската метъл група Nightwish. Излиза на 24 ноември 2004 заедно с платинения тираж на Once. Текстът на „Kuolema tekee taiteilijan“ е на фински, а на български заглавието означава „смъртта създава творец“. Дискът съдържа 3 песни, като една от тях – „Symphony of Destruction“ е кавър на Megadeth. Оркестрацията на другите две песни е на Лондонската филхармония.

## Песни
- 1. Kuolema tekee taiteilijan
- 2. Creek Mary's Blood (Instrumental Score) – оркестрална версия
- 3. Symphony of Destruction (live Megadeth Cover) – концертен запис